# Neobivagina pelotretis
Neobivagina pelotretis är en plattmaskart som beskrevs av Dillon och Hargis 1965. Neobivagina pelotretis ingår i släktet Neobivagina och familjen Microcotylidae. Inga underarter finns listade i Catalogue of Life.